# Tazlaft

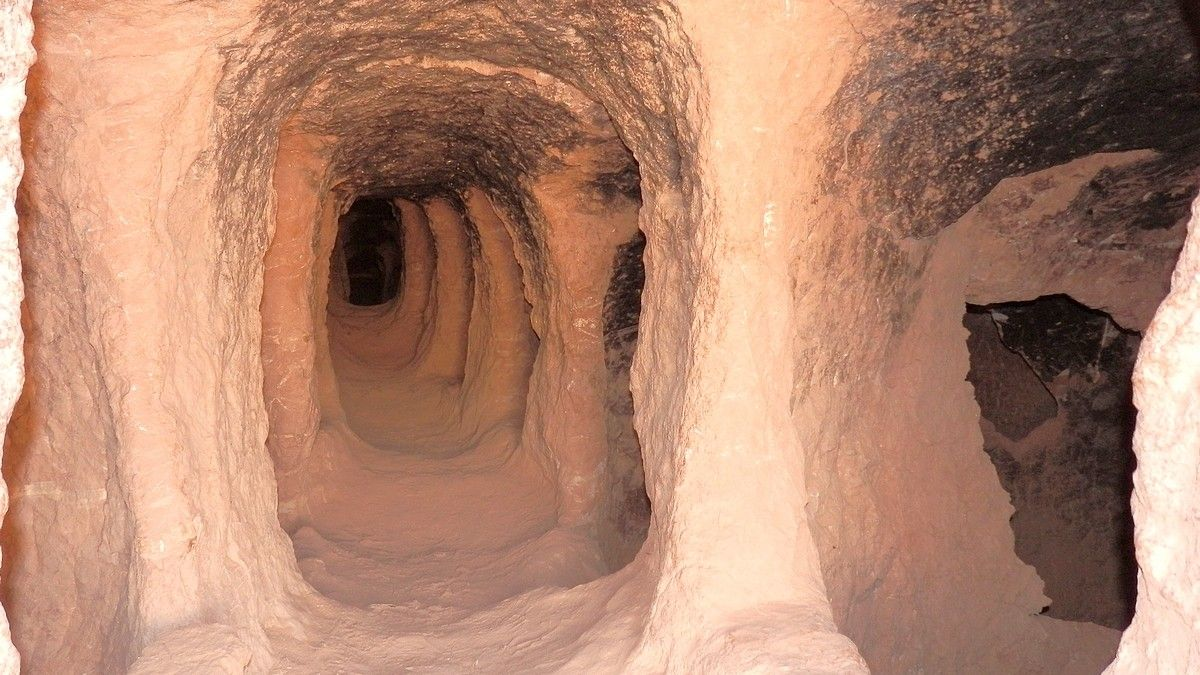
Höhlenspeicher (tazakht) bei Tazlaft

Tazlaft oder Tazelefte ist ein kleiner Ort mit etwa 300 Einwohnern in den südlichen Ausläufern des Hohen Atlas in der Provinz Ouarzazate in der Region Drâa-Tafilalet im Süden Marokkos.

## Lage
Tazlaft liegt im Süden des Ounila-Tals etwa 6 km (Luftlinie) bzw. ca. 11 km (Fahrtstrecke) nördlich von Aït Benhaddou; der Assif Ounila, der jedoch nur selten Wasser führt, mündet südlich des Ortes in den ebenfalls meist ausgetrockneten Assif Mellah ein.

## Bevölkerung
Die Einwohner des Ortes waren ursprünglich halbnomadisch lebende Berber. Inzwischen sind mehrere Familien abgewandert; die Männer arbeiten oft in den Großstädten wie Ouarzazate, Marrakesch oder Agadir.

## Geschichte
Wie bei nahezu allen Berberorten gibt es keine schriftlich festgehaltenen Informationen zur Geschichte.

## Sehenswürdigkeiten
- Im Ort steht ein aus Stampflehm erbauter, aber erst vor wenigen Jahren (ca. 2015) restaurierter Agadir, der in seinem Äußeren dem von Ighrem n’Ougdal sehr ähnlich ist.

Umgebung
- Etwas außerhalb des Ortes gibt es ungefähr 60 in das bröselige Felsgestein hineingetriebene Speicherkammern bzw. Höhlenspeicher (tazaght), die wie alle Agadire auch im Verteidigungsfall aufgesucht wurden.